# 无线宽带联盟
无线宽带联盟（英语：Wireless Broadband Alliance，简称WBA）成立于2003年，专注于解决成员公司在商业与技术上的问题和机遇。WBA的主要工作领域包括标准开发、行业指南、试验、认证以及倡导工作。其核心项目涵盖下一代Wi-Fi（Next Gen Wi-Fi）、开放漫游（OpenRoaming）、5G、物联网（IoT）、测试与互操作性，以及政策与监管事务，并通过成员主导的工作组解决技术和标准问题。

## 成员及管理
无线宽带联盟的成员包括主要的运营商、服务提供商、行业参与者以及全球范围内的其他重要公司。
WBA董事会由13名来自运营商和非运营商团体的代表组成，每两年选举一次。AT&T服务公司（AT&T Services, Inc.）的塔策略与漫游副总裁JR Wilson于2020年1月再次当选WBA主席，任期两年。
WBA的成员包括Wi-Fi生态系统中的主要运营商、身份提供商及领先技术公司，他们共同致力于实现无缝连接的愿景。

### 合作关系
无线宽带联盟与Wi-Fi联盟合作，促进无线热点的易用性和漫游功能。
WBA还与以下组织保持合作关系：
- CableLabs
- GSMA
- 3GPP
- OnGo联盟
- HTNG
- LoRa联盟
- Multefire联盟
- 开放连接基金会（Open Connectivity Foundation）
- 小型蜂窝论坛（Small Cell Forum）